# Musab Al-Juwayr
Musab Fahd Al-Juwayr  (en arabe : مصعب فهد الجوير), né le 20 juin 2003 en Arabie saoudite, est un footballeur international saoudien. Il évolue au poste de milieu central à Al-Qadsiah FC.

## Biographie

### En club
Né en Arabie saoudite, Musab Al-Juwayr est formé par le club d'Al-Hilal FC, où il commence sa carrière. Il signe son premier contrat professionnel le 8 août 2021, le liant au club jusqu'en 2023.
Il joue son premier match en professionnel lors d'une rencontre de Ligue des champions de l'AFC face à l'Esteghlal FC le 13 septembre 2021. Il entre en jeu à la place de Matheus Pereira et son équipe s'impose par deux buts à zéro.
Al-Juwayr inscrit son premier but en professionnel le 4 novembre 2021, à l'occasion d'une rencontre de première division saoudienne face au Damac FC. Il entre en jeu à la place d'André Carrillo et participe à la victoire de son équipe (2-0 score final).

### En sélection
Musab Al-Juwayr honore sa première sélection avec l'équipe nationale d'Arabie saoudite le 6 janvier 2023 contre le Yémen. Il est titularisé et se fait remarquer en inscrivant également son premier but en sélection, participant à la victoire des siens (0-2 score final).

## Palmarès
Al-Hilal FC
- Championnat d'Arabie saoudite (1) :
  - Vainqueur : 2021-2022.
- King Cup (1) :
  - Vainqueur : 2022-2023.